# Gianni Barilla
Giovanni Barilla, meglio noto come Gianni Barilla (Parma, 6 luglio 1917 – Ginevra, 4 gennaio 2004), è stato un imprenditore italiano.

## Biografia
Figlio di Riccardo e Virginia Fontana, dopo gli studi classici nel Collegio Maria Luigia si iscrive alla facoltà di chimica dell'Università di Bologna. Nel 1941 si sposa con Gabriella Dalcò (Firenze, 1920), dalla quale avrà tre figli: Riccardo (1942-1961), Beatrice (1946) e un secondo Riccardo (1962).
A causa della guerra interrompe gli studi universitari e si dedica completamente al lavoro nell'azienda di famiglia Barilla, prima come assistente di suo padre assieme a suo fratello Pietro, poi dal 1947 affiancando Pietro nella direzione dell'azienda.
Si occupava in particolare dell'amministrazione e del controllo delle materie prime e del prodotto finito. Di carattere riservato, manteneva però ottimi rapporti con i collaboratori dell'azienda, nello stesso tempo chiedendo la massima competenza professionale.
Per controllare la qualità delle farine e del prodotto finito fece impiantare un laboratorio chimico dotato delle più moderne strumentazioni. Il settore della vendita, e in particolare le campagne pubblicitarie, erano di competenza di suo fratello Pietro, che si avvalse della cooperazione del grafico Erberto Carboni e, per la pubblicità televisiva, di famosi artisti del mondo della canzone e dello spettacolo.
Il grande aumento della produzione di pasta portò alla decisione di costruire un nuovo stabilimento da affiancare a quello di viale Barilla, che venne inaugurato a Pedrignano nel novembre del 1969. Gianni introdusse un nuovo sistema di trasporto della farina tramite un singolo grande sacco di tela, che veniva prelevato da una gru e depositato in una tramoggia; dopo la rimozione del telo la farina veniva convogliata ai silos di stoccaggio, riducendo notevolmente i tempi di scarico.
Negli anni seguenti al 1968 i fatti politici e sociali che portarono ai cosiddetti "anni di piombo" portarono gradualmente Gianni e sua moglie alla decisione di trasferirsi in Svizzera nel 1975, prima a Lugano e poi a Ginevra, dove morì il 4 gennaio 2004 all'età di 86 anni.